# Amfikleia
Amfikleia (en griego: Αμφίκλεια) es un antiguo municipio de Grecia en la periferia de Grecia Central en la unidad periférica de Ftiótide. En el censo de 2001 su población era de 5636 habitantes.
Fue suprimido a raíz de la reforma administrativa del Plan Calícrates en vigor desde enero de 2011, e integrado en el municipio de Amfikleia-Elateia.